# Rinaldo (football)
Pour les articles homonymes, voir Rinaldo.
Antônio Rinaldo Gonçalves dit Rinaldo est un footballeur brésilien né le 31 octobre 1966 à Campina Grande.